# 樂浪博物館
樂浪博物館（韓語：락랑박물관）是位於朝鮮民主主義人民共和國平壤，以樂浪遺址為主題的博物館。

## 历史
據朝中社報導，博物館於2022年9月28日舉行了竣工儀式，該報導稱“由於黨的國家文化遺產保護政策，樂浪博物館圓滿落成”。
根據朝鮮官媒發布的照片，該博物館為傳統風格的建築，兩層紅瓦屋頂，並準備了歷史教育、民俗遊戲、休息區等各種空間。